# 膠州湾

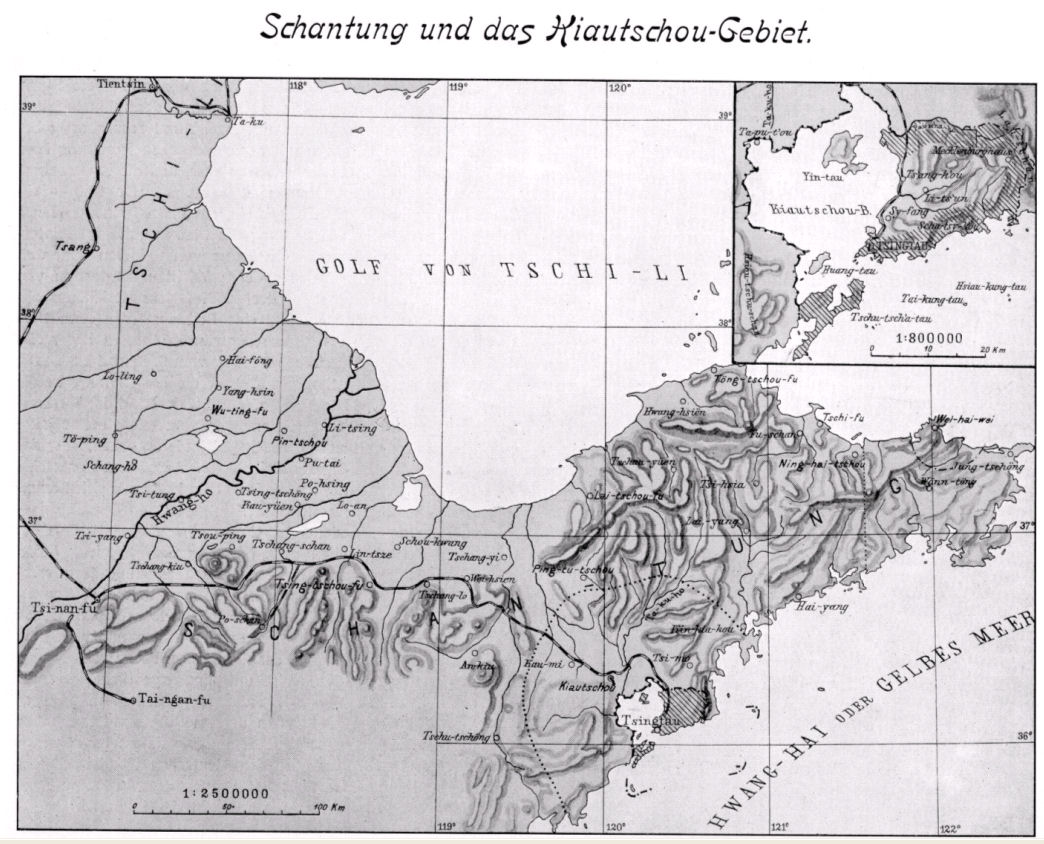
膠州湾租借地と山東半島を描いた1912年の地図

膠州湾（こうしゅうわん、中国語: 胶州湾, Jiaozhou Bay）は、中華人民共和国の山東半島の南側にある、黄海に面した湾。
古くは膠澳と称し、膠州の管轄下にあったことから膠州湾と呼ばれる。

## 地理
湾全域が山東省青島市の市域内にある。青島市の都心の市南区は湾の入り口の東側にあり、湾口の反対側には青島経済技術開発区のある黄島区がある。湾岸の市区は、湾の東側から反時計回りに、市南区・市北区・李滄区・城陽区（青島流亭国際空港がある）・膠州市・黄島区となっている。
膠州湾は、狭い入口の奥に広大な水面を有する。湾の大きさは南北32キロメートル、東西25キロメートルで、2006年時点の水域面積は353.92平方メートル、湾の海岸線の長さは220.02キロメートル、湾の入り口（淮子口）の幅は約3,000メートル。1928年の湾の面積は560平方キロメートル、1988年時点で390平方キロメートルだった。改革開放以前からの埋め立てで湾の広さは年々狭くなっている。
平均水深は7メートル、最大水深は64メートルで、水深5メートル未満の部分は湾の面積の52.7%を、水深20メートル以上の部分は面積の5.4%を占める。
膠州湾の北部は即墨盆地になっており、湾の西北は、山東半島北部の萊州湾から南部の膠州湾にかけて広がる膠萊平原がある。膠萊平原の主要な河川である膠萊河は、途中で二つに分かれ、それぞれ北の萊州湾と南の膠州湾に流入する。膠州湾周辺の主な山地には、道教にかかわりの深い名山として知られる東の嶗山と、南部から西南部にかけて広がる小珠山がある。
膠州湾に注ぐおもな河川は、大沽河・李村河・海泊河・白沙河・洋河・楼山河・墨水河・昌楽路河・杭州路河などがある。ほとんどの河川は周囲の市街地や村落の工業や農業による廃水や生活排水で汚染されている。河川のうち大沽河は、膠萊河から分かれた分流である南膠萊河が流れ込んでおり、膠萊河を通じて萊州湾と内陸水路で結ばれている。団島と薛家島を結ぶ線が黄海と膠州湾の境界になっている。

## 交通

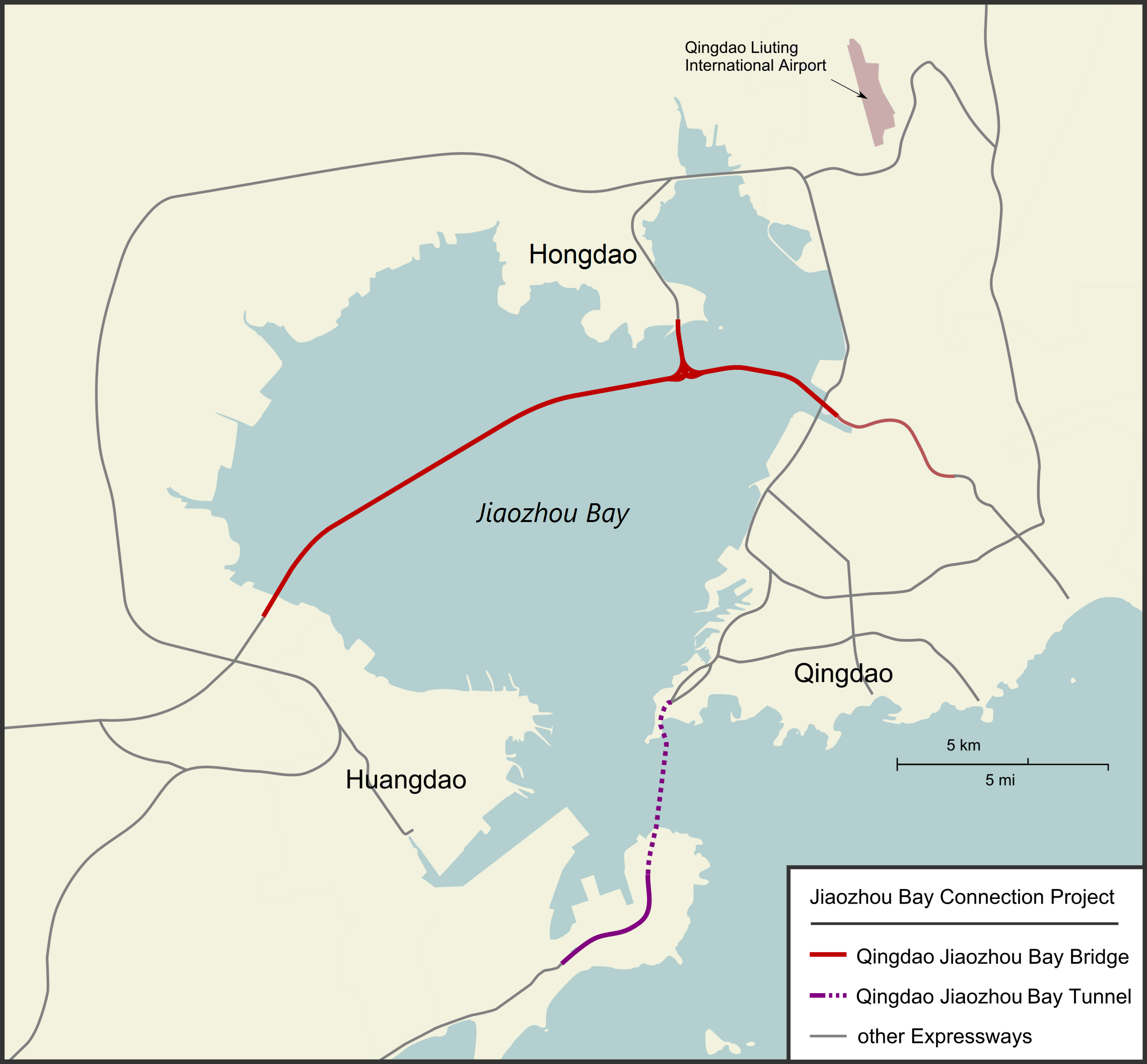
湾周辺の道路網

膠州湾は冬でも凍らないうえに水深も深い中国北部の良港の一つであり、中国有数の港湾である青島港が湾口にある。
鉄道は、湾北部と東部に、青島市都心部へ向かう膠済線と膠済旅客専用線が走り、湾西部に膠黄線と膠新線が走る。湾の北東部に青島流亭国際空港がある。
湾周辺の主な高速道路には、青島市から北西へ伸び済南市に向かう済青高速道路、青島市から湾北部を横断する青島膠州湾大橋を通って西へ伸びる青蘭高速道路、湾を取り巻く環膠州湾高速道路、湾の西方を南北に走る同三高速道路がある。世界最長の水上橋（橋の長さ26.7km、海上部分25.9km）である青島膠州湾大橋は2011年6月30日に開通しており、同じ日に湾口の両端を結ぶ海底トンネル・青島膠州湾トンネル（長さ9.47km、海底部分3.95km）も開通している。

## 歴史
膠州湾は、元代に設置された膠州の所轄する地方にあった。1898年、清朝政府は独清条約により、膠州湾の水面全体と湾の東南岸にある面積552平方キロメートルの土地（現在の青島市都心部）を、ドイツ帝国に99年間の契約で租借した。これが膠州湾租借地であり、青島は植民地都市として、ドイツ東洋艦隊の母港として開発された。第一次世界大戦が始まると山東半島はドイツと日本との間の戦場になり、1914年10月31日からの青島の戦いの結果、11月7日に膠州湾租借地は日本軍が占領した。1922年12月10日に日本は中国政府に膠州湾を返還した（山東還附）。

## 環境破壊と保護

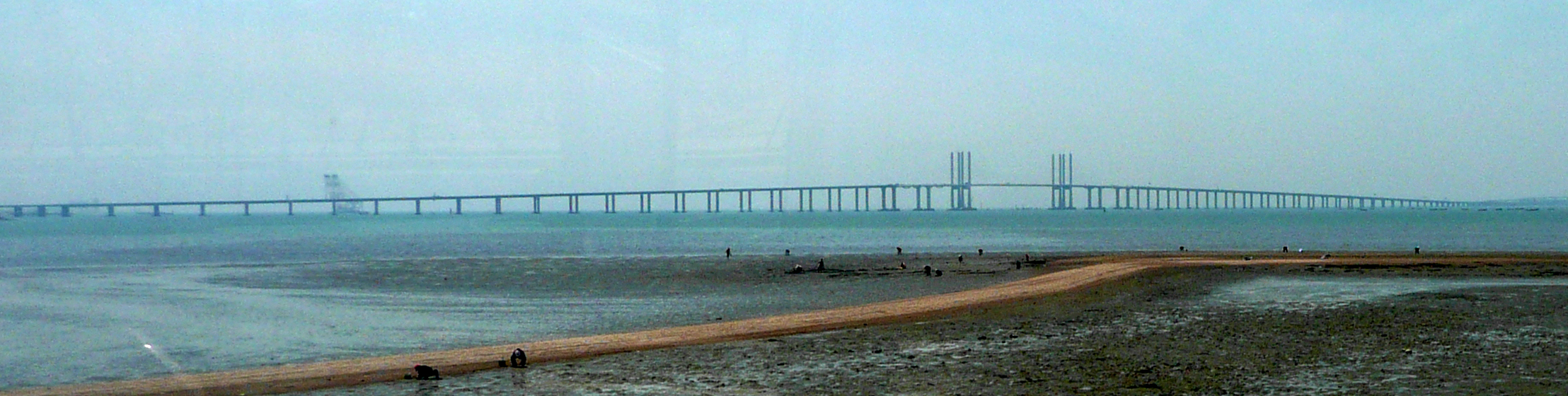
青島膠州湾大橋と膠州湾の海岸

膠州湾は山東半島でも面積最大の河口海湾型湿地で、湿地総面積は約37平方キロメートルあり、アジア太平洋地域の渡り鳥の重要な中継地・越冬地となっている。鳥類は12目26科156種が確認され、その中でも絶滅を危惧されている種が多く含まれている。
長年の埋め立てにより膠州湾の水域面積は次第に減少している。1928年には560平方キロメートルの広さがあったが、1958年には535平方キロメートル、1971年には452平方キロメートル、1977年には423平方キロメートル、1986年には403平方キロメートル、1988年には390平方メートル、2001年には367平方キロメートル、2003年には362平方キロメートル、2006年には353.92平方キロメートルとなった。
膠州湾の周辺には工場が集積し、汚水の量も増大しており、膠州湾の汚染も日増しに激しくなっている。2000年7月には面積約10平方キロメートルに及ぶ大規模な赤潮が発生した。2002年の調査では、比較的汚染が少ない国家二類海水水質標準を満たしたのは大沽河の河口のごく狭い水域のみで、その他の水域は二類海水水質標準を満たさない汚染された海域であった。
埋め立てで膠州湾の面積が縮小すると、潮流の量も減少し、調節機能が低下したことで海水の汚染はより深刻になった。湿地面積も減り生態環境は破壊され、1960年代の膠州湾河口付近の潮間帯にいた生物種が54種だったものが、70年代には33種に、80年代には17種に減少した。
青島市政府は「環湾保護、擁湾発展」のスローガンを掲げ、工場を膠州湾の沿岸から次第に内陸へと移転させる政策や、埋め立ての制限の厳格化により膠州湾の面積急減を規制する政策をとっている。